# 三寶壟殖民博覽會
三宝垄殖民博览会（荷蘭語：Koloniale tentoonstelling），于1914年11月22日至8月20日在荷属东印度的三宝垄召开:cover。这次殖民博览会是荷属东印度首次也是唯一一次的大规模展览:2，号称是为“全面展示荷属东印度群岛当前的繁荣”而规划举办，由各参展公司出资，获荷属东印度当局补贴:6-7。
荷兰建筑师亨利·麦克莱恩·庞特负责展馆设计:22。

## 展览
参展方以企业、国别或地区为单位开设展馆，另设场地售卖可可、咖啡、爪哇棉、茶叶等商品。

### 荷属东印度
设有巴厘、亚齐、中爪哇、三宝垄、米南佳保馆等。

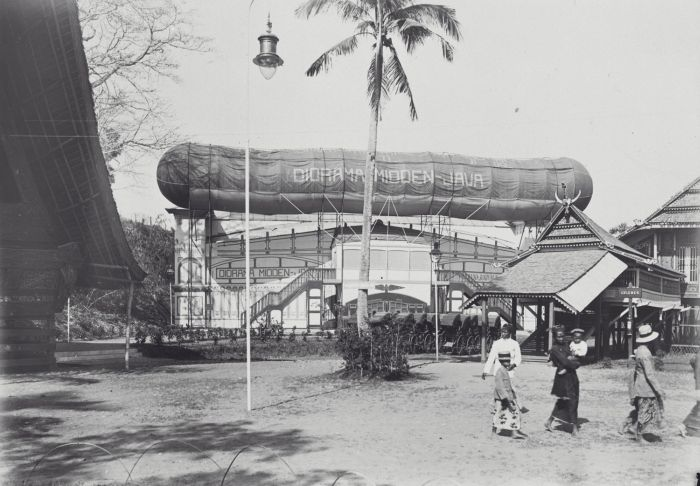
中爪哇馆
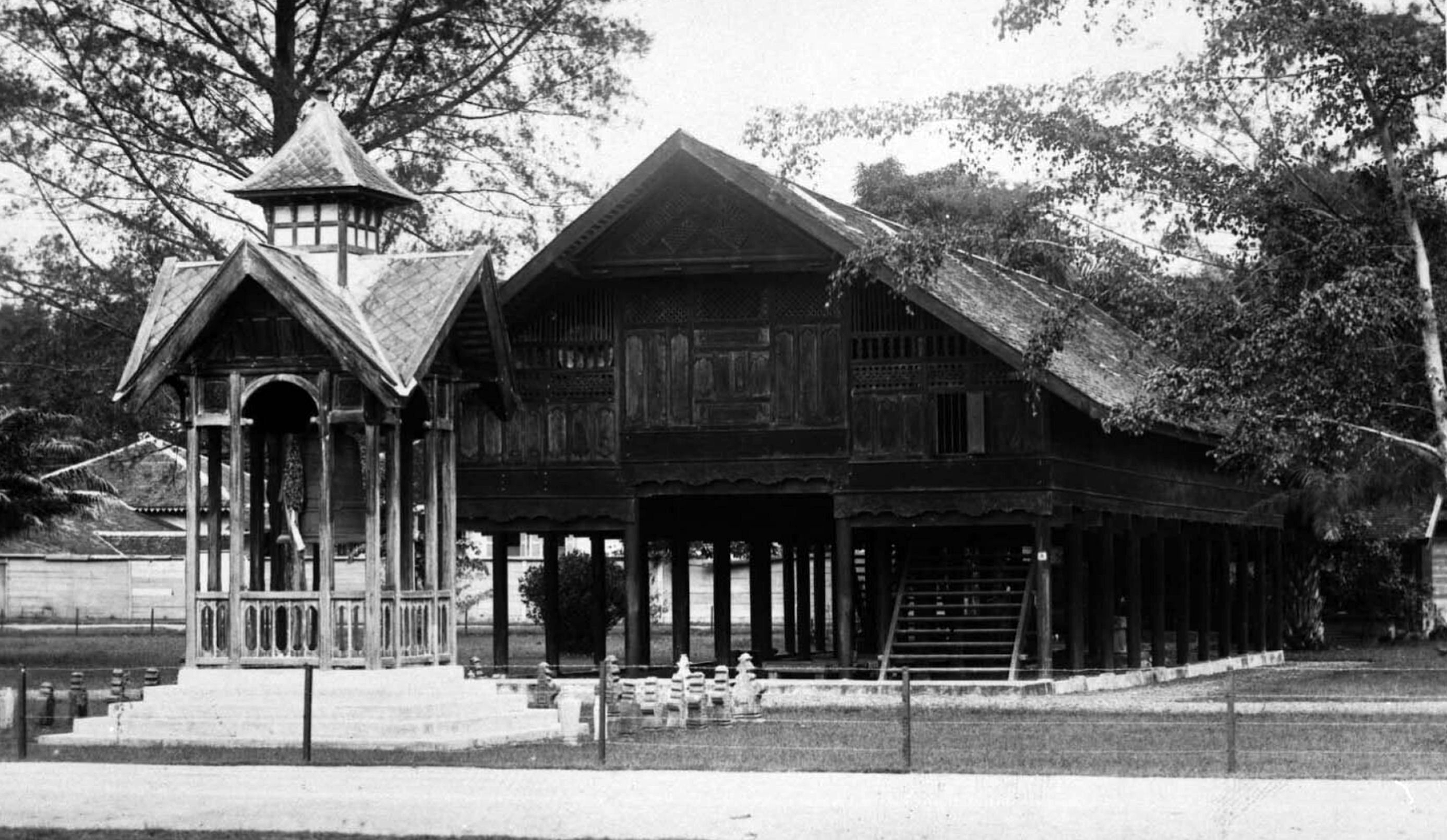
亚齐馆
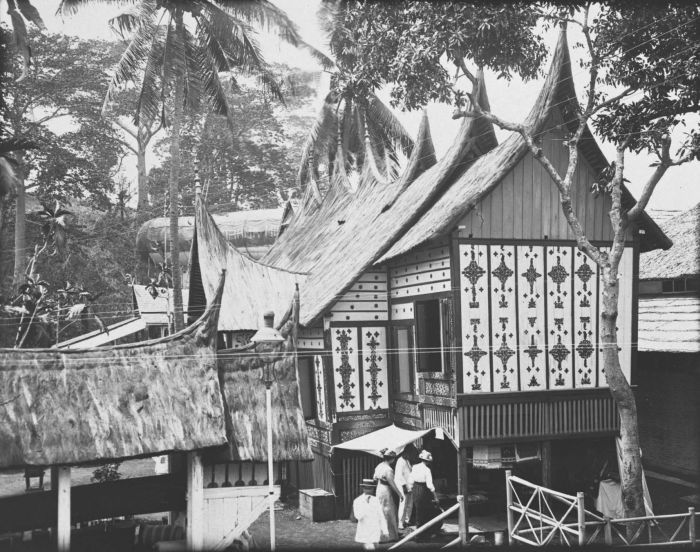
米南佳保馆

### 外国
设有中国、澳大利亚、台湾、日本馆。

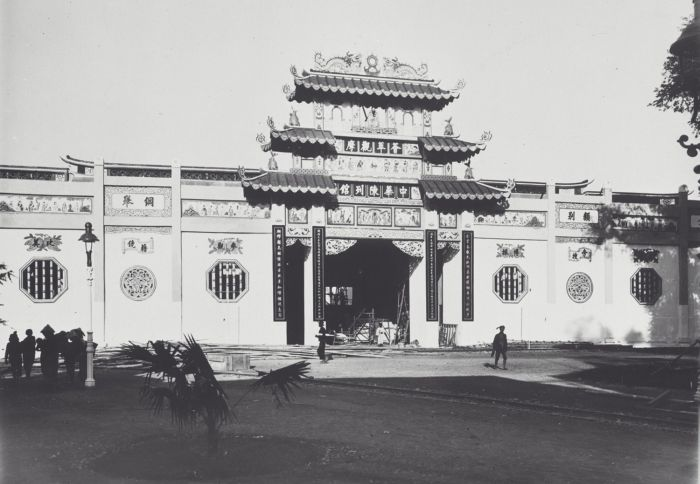
中国馆（中华陈列馆）
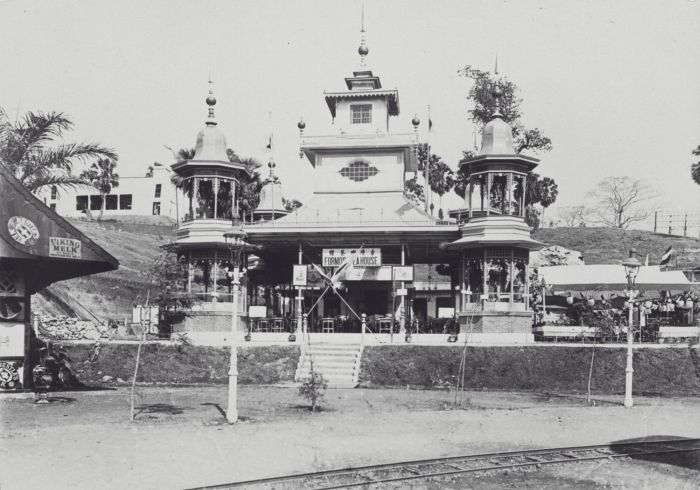
台湾茶馆（福尔摩沙茶馆）
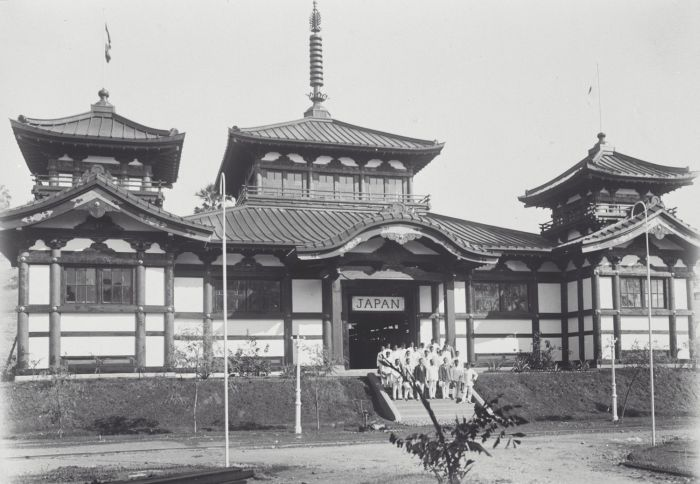
日本馆

### 企业
德国五金企业卡尔·施利佩尔、荷属印度群岛瓦斯公司、雀巢、王家包船航海公司等企业设有展馆。

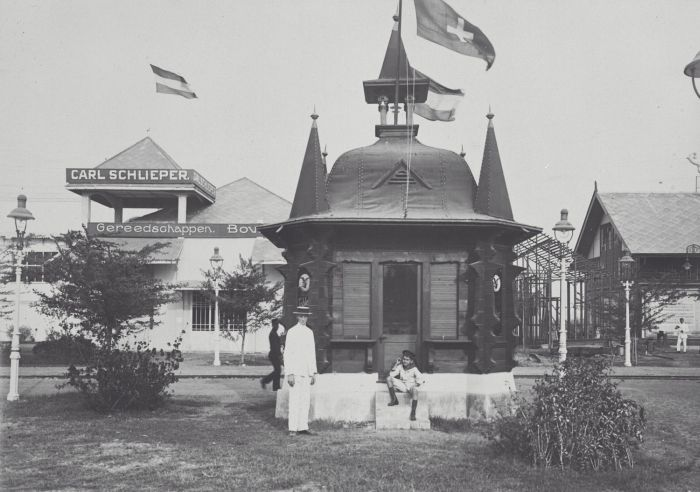
卡尔·施利佩尔（英语：Carl Schlieper）馆
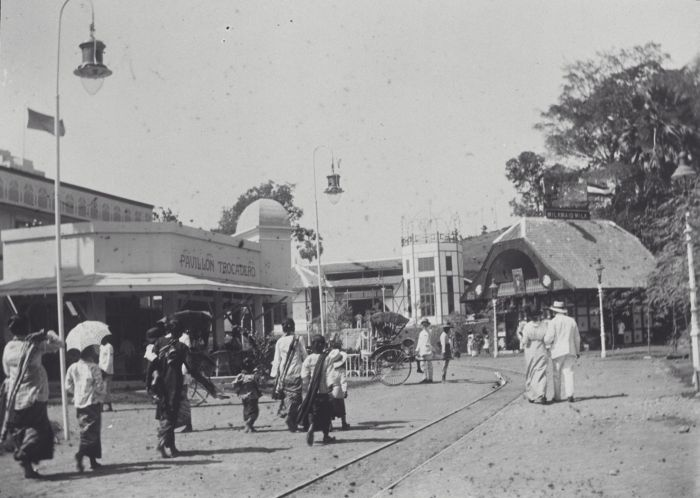
特罗卡德罗（Trocadero）馆（左），王家包船航海公司（英语：Koninklijke Paketvaart-Maatschappij）馆（中），雀巢馆（右）
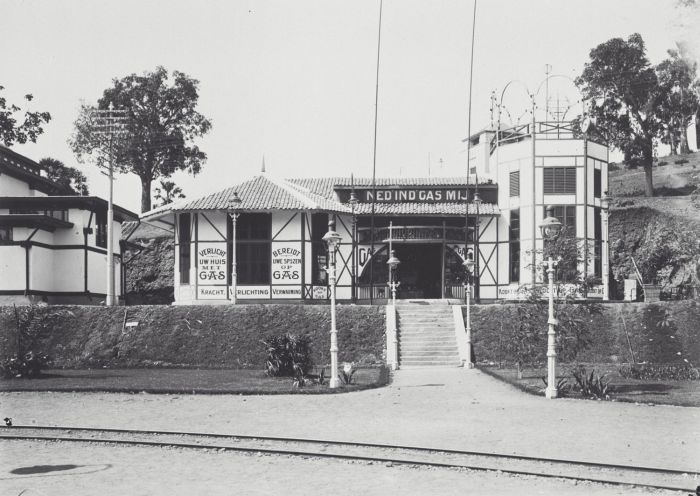
荷属印度群岛瓦斯公司（英语：Netherland Indies Gas Company）馆
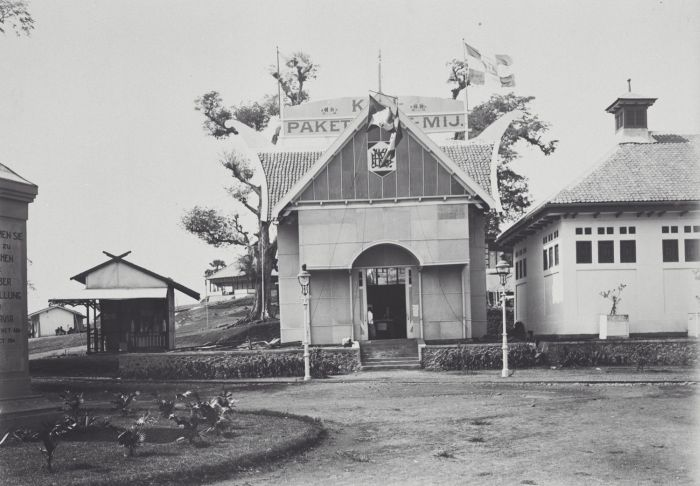
王家包船航海公司（英语：Koninklijke Paketvaart-Maatschappij）馆

## 遗产
亚齐馆如今迁建为班達亞齊的亚齐博物馆，展品查克拉-多尼亚大钟（Cakra Donya Bell）亦获留存展出。

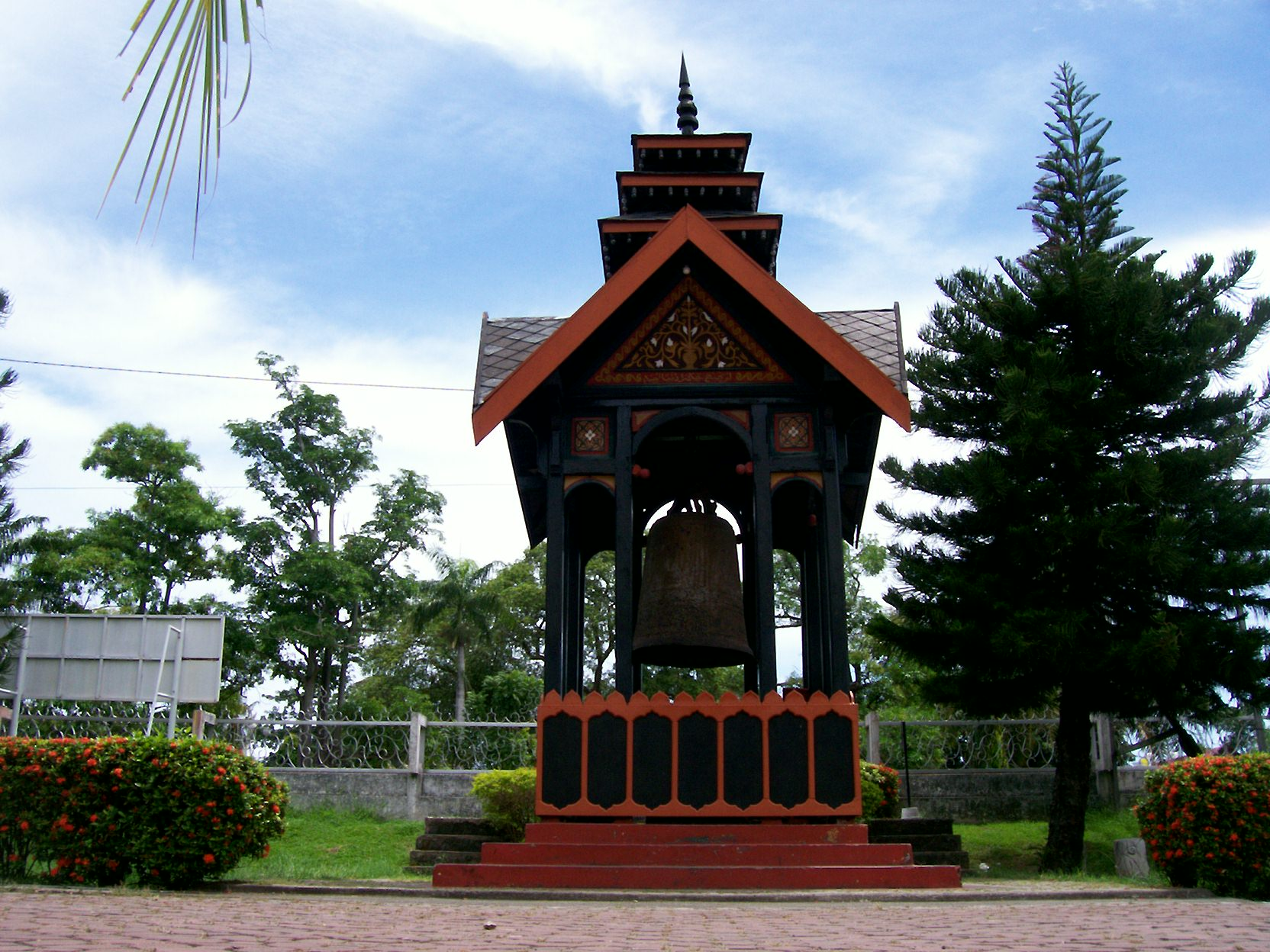
查克拉-多尼亚大钟
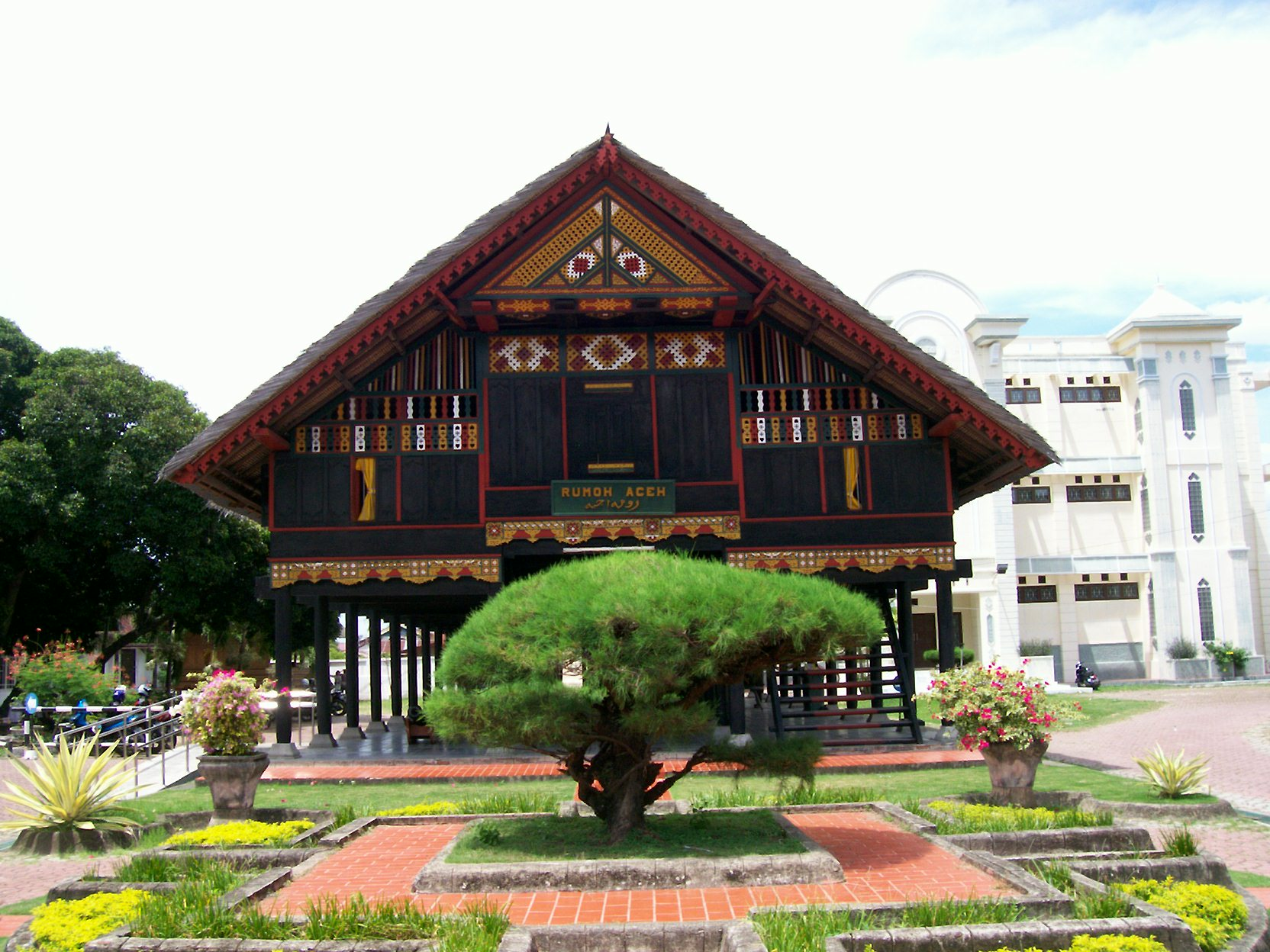
亚齐博物馆

## 图册

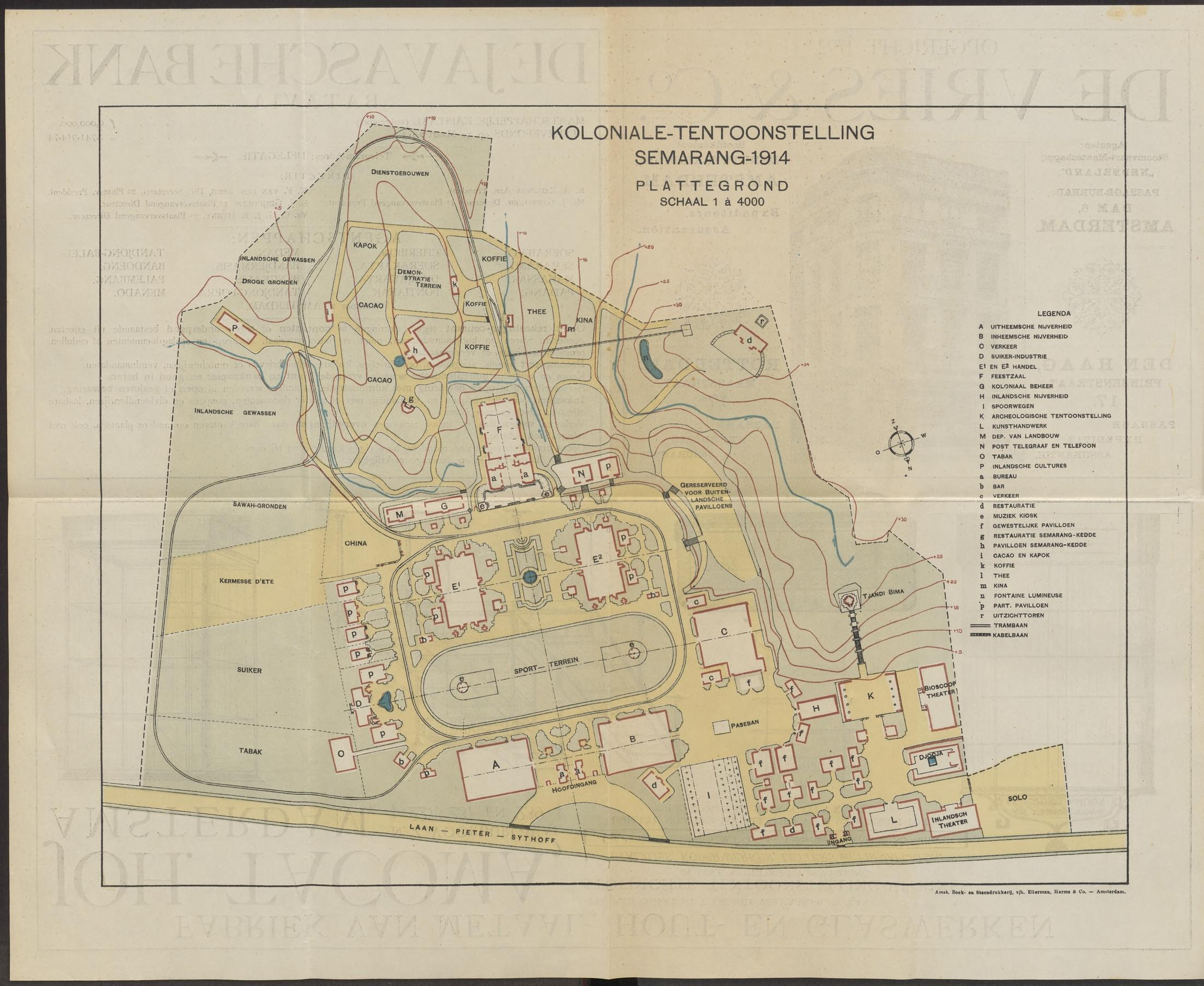
展区地图
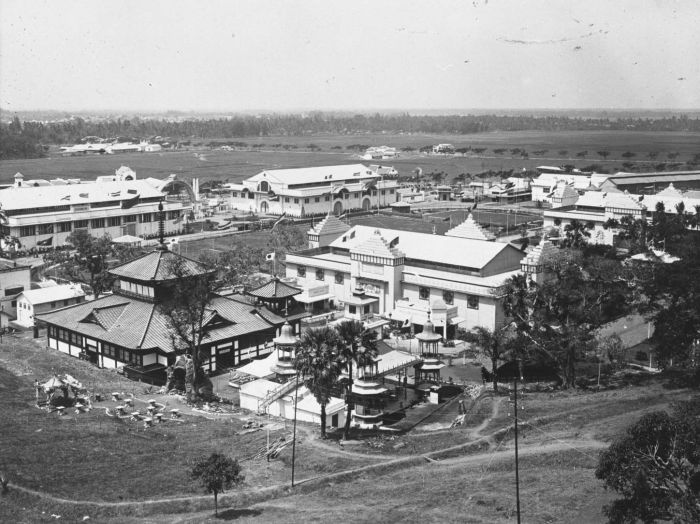
展区鸟瞰
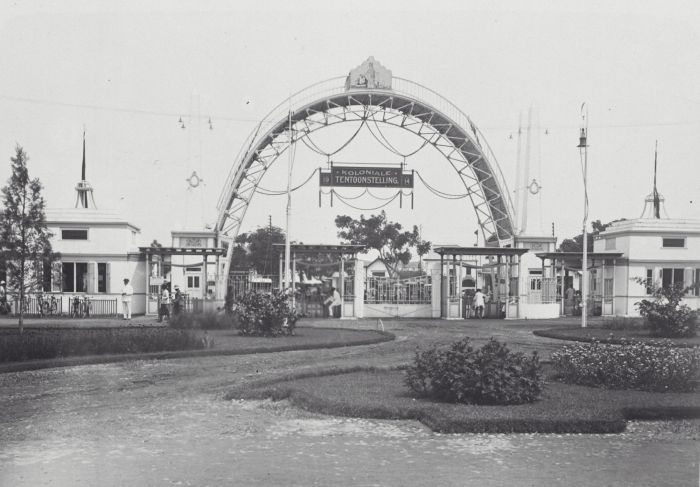
展区正门
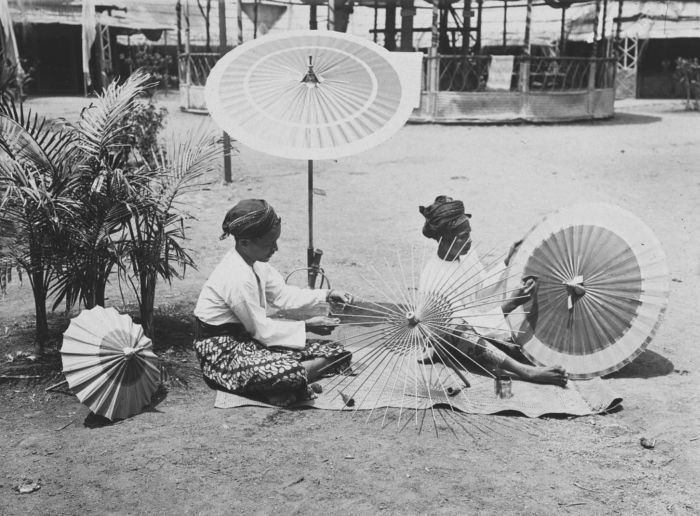
手工制伞
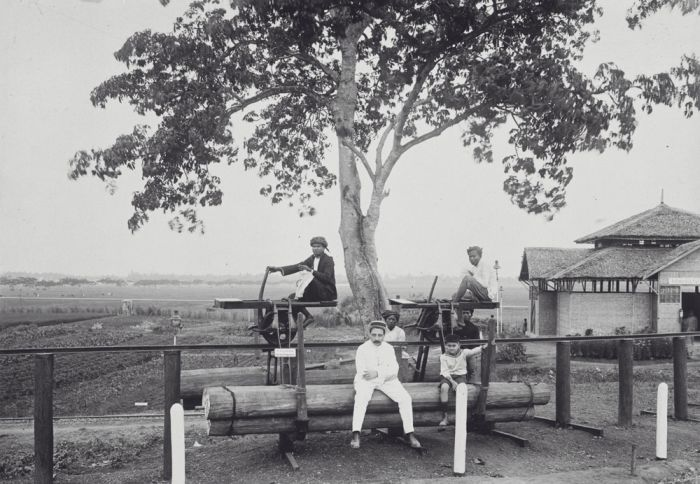
克虏伯公司铁路展
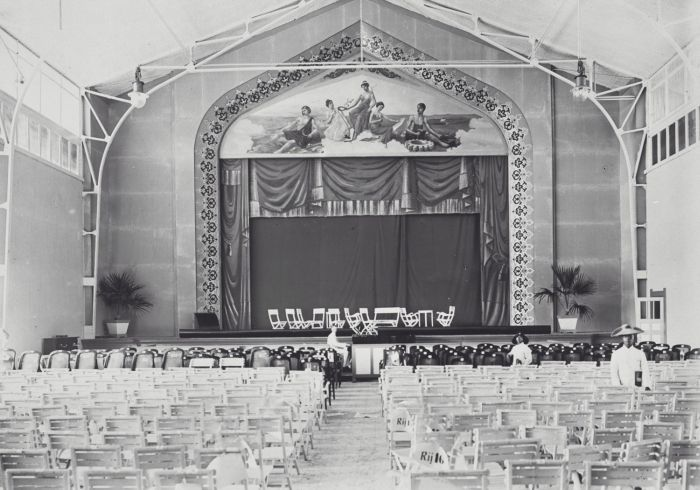
舞台
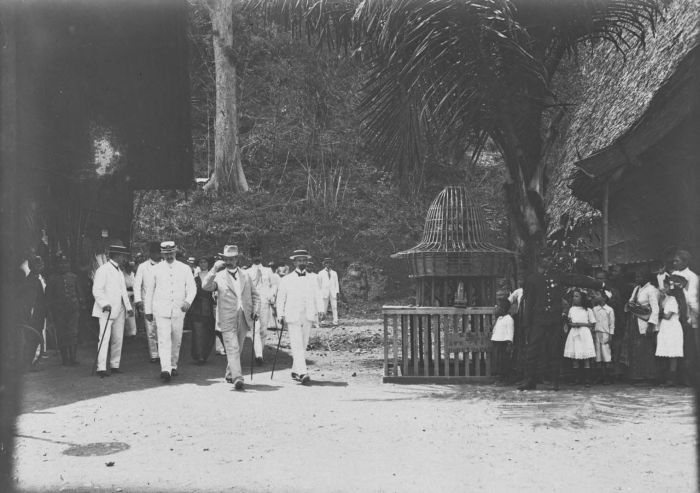
总督亚历山大·伊登堡（英语：A.W.F. Idenburg）前来参观
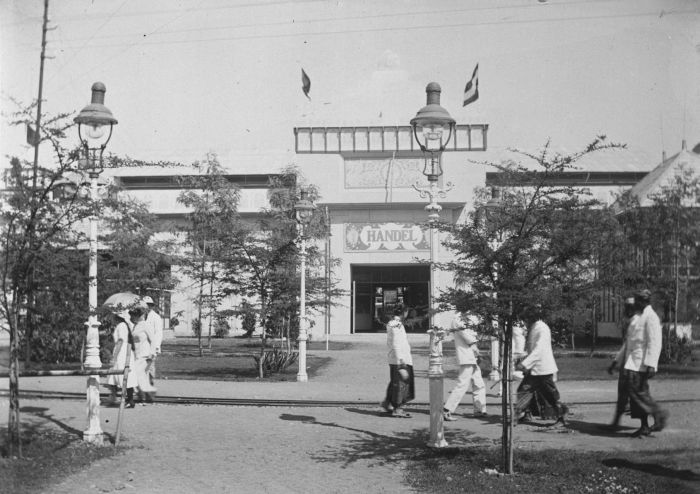
贸易馆
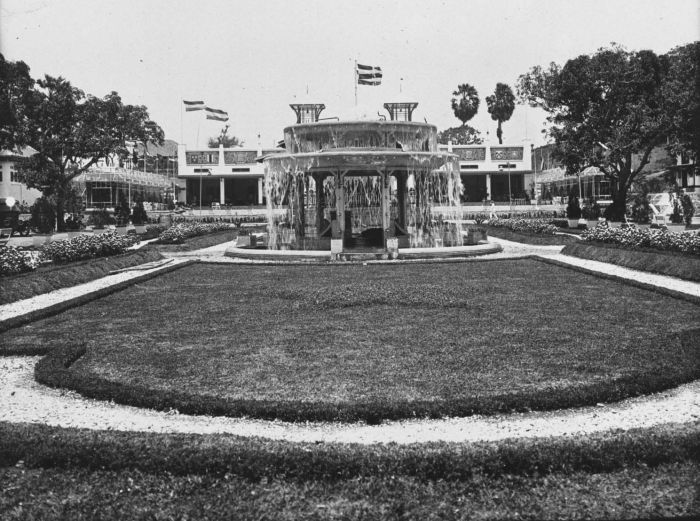
喷泉
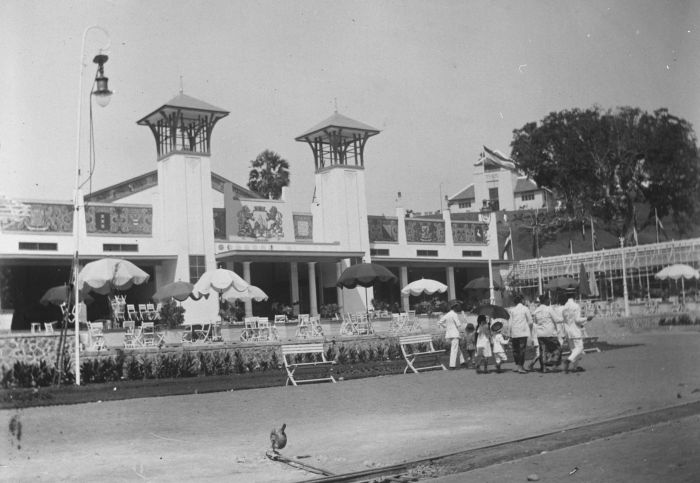
聚会厅